# 勒格魯灣
62°10′S 58°12′W / 62.167°S 58.200°W
勒格魯灣（英語：Legru Bay）是南極洲的海灣，位於南設得蘭群島的喬治王島南岸，處於馬丁斯角東北面，寬4公里，由讓-巴蒂斯特·夏古率領的法國探險隊命名。